# خربزه‌ای (آب‌بازسانان)

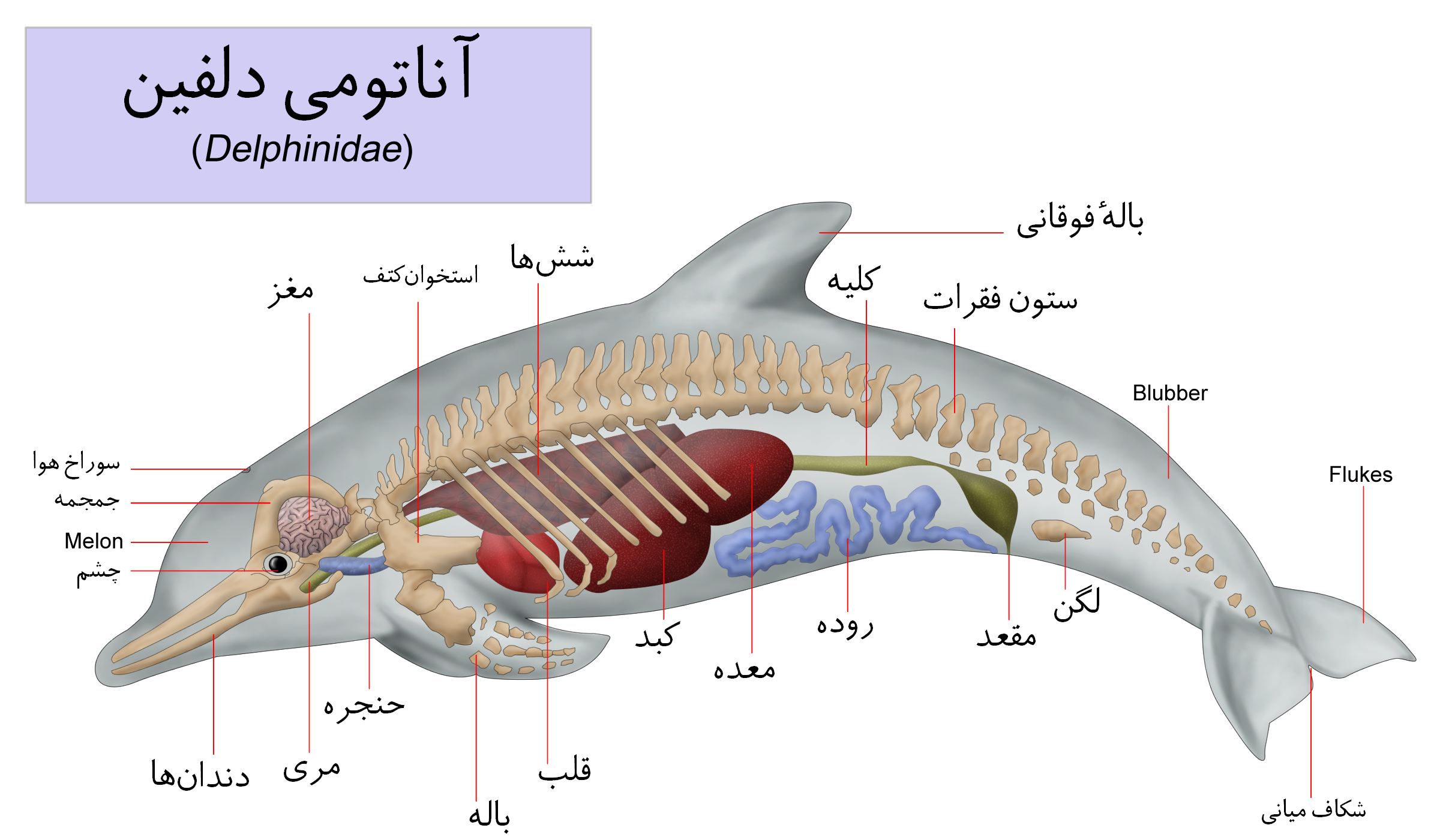
کالبدشناسی دلفین

خربزه‌ای (به انگلیسی: melon) بخشی خربزه‌ای‌شکل و ساخته شده از چربی در جلوی سر آب‌بازسانانی چون نهنگ و دلفین است که در ایجاد امواج صوتی و پژواک‌یابی به آن‌ها کمک می‌کند.

## توصیف
خربزه‌ای از دیدگاه ساختار، بخشی از دستگاه تنفسی (بینی) است و بیشتر بافت میان سوراخ تنفسی و ابتدای پوزه را تشکیل می‌دهد. عملکرد و وظیفه خربزه‌ای به صورت کامل دانسته نشده‌است، اما دانشمندان بر این باورند که این دستگاه ابزاری زیست‌صوتی است که برای تمرکز بخشیدن به صداهای تولیدی در پژواک‌یابی جانور و تنظیم امپدانس به کار می‌رود. تنظیم امپدانس عبارت است از عملکرد خربزه‌ای در تولید همانندی میان ویژگی‌های بافت خود و آب محیط اطراف، به گونه‌ای که انرژی صوتی با کمترین اتلاف میان سر و محیط آب دررفت‌وآمد باشد. به صورت تاریخی، بعضی دانشمندان بر این باور بودند که خربزه‌ای نقشی در توانایی جانور در شیرجه عمیق و نگه داشتن و تعادل بدنش در آب دارد، ولی این باور در ۴۰ سال گذشته به تدریج رنگ باخت و امروزه دیگر معتبر شمرده نمی‌شود.